# 常书
常书，郭络罗氏，后金大臣，与其弟扬书同为建州女真苏克素护河部沾河寨长。
祖父莽武墨尔根，父巴胡，世为沾河寨长。苏克苏浒河部萨尔浒城长诺米纳的哥哥瓜喇，忤逆尼堪外兰，尼堪外兰向明朝告发他。诺米纳与常书、扬书兄弟及同部嘉木湖寨长噶哈善哈思虎一起商议：“与其依附此等人，不如附爱新觉罗宁古塔贝勒。”于是在万历十一年（1583年）八月归附努尔哈赤。努尔哈赤椎牛祭天，将要结盟，常书等人对他说：“我等率先来归附，希望你能爱如手足，不要以平民看待我们。”于是结盟。后来诺米纳和尼堪外兰暗中勾结，常书等请努尔哈赤将他诱杀。兄弟二人分领故部属，为牛录额真。最初隶满洲镶黄旗，不久，改隶镶白旗。常书于天命年间去世。有子布哈图、察哈喇，并为牛录额真，改隶镶白旗。

## 子孙
- 布哈图
  - 叶玺
  - ？
    - 辰布禄
- 察哈喇
  - 富喇克塔